# Marie Lüscher
Marie Adèle Lüscher (* 18. November 1912 in Basel; † 22. August 1991 in Zürich) war eine Schweizer Chirurgin und eine der ersten Chefärztinnen der Schweiz.

## Leben
Marie Lüscher war die Tochter des Kunstmalers Jean Jacques Lüscher (1884–1955) und von Adèle Simonius (1886–1960). Beide Eltern entstammten alteingesessenen Familien des Basler Grossbürgertums. Sie hatte zwei Brüder, einer war der Zoologe Martin Lüscher. Marie Lüscher schloss das Mädchengymnasium Basel 1932 ab und begann ein Medizinstudium an der Universität Basel. 1938 legte sie das Eidgenössische medizinische Staatsexamen ab und promovierte zwei Jahre später.
Sie beschloss, sich auf Chirurgie zu spezialisieren, damals eine fast ausschliessliche Männerdomäne. Ihre erste Assistenzstelle an der Basler Universitätsklinik unter Carl Henschen brachte sie an den Rand ihrer Kräfte, weil die Männer wegen der Generalmobilmachung der Schweizer Armee 1939 an die Grenze gerufen wurden und im Spital fehlten. Sie setzte in den folgenden Jahren ihre Ausbildung zur Spezialärztin für Chirurgie fort und war an den Universitätskliniken Zürich, bei Alfred Brunner, und in Heidelberg, bei Karl-Heinrich Bauer, tätig. 1948 erhielt sie das FMH-Diplom für Chirurgie.
An der chirurgischen Klinik der Universität Heidelberg traf sie die amerikanische Anästhesistin Jean Henley, welche damals das erste Lehrbuch für moderne Anästhesie auf Deutsch verfasste. Die Begegnung weckte Lüschers Interesse an moderner Anästhesie und es ergab sich eine lebenslange Freundschaft. Im Jahr 1952 verlieh die American Association of University Women Marie Lüscher ein Stipendium für einen Forschungsaufenthalt in den USA. Ab Oktober arbeitete sie viereinhalb Monate im Memorial Hospital for Cancer and allied Diseases in New York, wo sie Einblick in die verschiedensten Operationsmethoden bei Krebs bekam. Auf einer anschliessenden dreieinhalbmonatigen Tour besuchte sie Kliniken in Philadelphia, Baltimore, New Orleans, San Francisco, Rochester, Cleveland und Boston.
1953 kehrte sie in die Schweiz zurück und übernahm von Martha Friedl-Meyer die Leitung der chirurgischen Abteilung der Schweizerischen Pflegerinnenschule mit Frauenspital in Zürich. Lüscher war damals die einzige chirurgische Chefärztin der Schweiz. Sie beherrschte das gesamte Spektrum der viszeralen und der Unfallchirurgie.
Nach einem Unfall musste sie ab 1970 ihr Pensum reduzieren. 1975 wurde sie pensioniert. Ihre private Leidenschaft galt der Musik, der Kunst, den Sprachen und der antiken Geschichte und Kultur. Ihre Sammlung antiker griechischer Münzen vermachte sie dem Institut für Archäologie der Universität Zürich. Mit der Anästhesistin Ruth Gattiker, einer der ersten Professorinnen für Medizin an der Universität Zürich, war Marie Lüscher von 1955 bis zu ihrem Tod 36 Jahre lang liiert. Sie verbrachten alle Ferien zusammen, besassen miteinander ein Rustico im Tessin und bauten 1970 ein Ferienhaus in Davos. 1987 wurde bei Marie Lüscher Demenz diagnostiziert, 1991 starb sie. Sie ruht auf dem Waldfriedhof Davos.